# Adoretus indutus
Adoretus indutus är en skalbaggsart som beskrevs av Hermann Burmeister 1844. Adoretus indutus ingår i släktet Adoretus och familjen Rutelidae. Inga underarter finns listade i Catalogue of Life.